# Burjassot
Burjassot (in castigliano Burjasot) è un comune spagnolo di 39.702 abitanti situato nella comunità autonoma Valenciana.

## Società

### Evoluzione demografica
Secondo il censimento del 2003 ci sono iscritti 37 213 abitanti. Il comune –elezioni del 2003— è governato dal PSPV, il quale possiede 11 membri; il Partito Popolare (PP) ne ha 7, 2 il Bloc Nacionalista Valencià (BNV) e 1 l'Entesa. Un 43,88% degli abitanti parla valenciano, secondo il censimento del 2001, anche se lo spagnolo è la lingua assolutamente dominante nelle relazioni sociali.

## Attività economiche
Da paesino agricolo dove si installarono molte famiglie agiate all'inizio del XX secolo, dovuto alla sua prossimità alla città di València, ha passato, a causa di questa prossimità che propiziò l'accoglienza di un grande contingente d'immigrati negli anni cinquanta e sessanta, a diventare un comune dinamico e densamente popolato dove l'industria (ceramica, vetro, tessili, trasformati metallici, legno e mobilia, alimentazione e confezione) e il settore servizi tirano con forza dall'economia. Malgrado questo ancora ci sono dei campi di arance ed ortaggi. Hanno contribuito anche al suo sviluppo e modernizzazione l'installazione del Campus di Scienze dell'Università di València e del Canal 9.

## Geografia fisica
Il comune di Burjassot è piccolo e innanzitutto piano, solamente 3,5 km², ed è irrigato dai canali di Tormos e Montcada. Si può godere dalla Pineta di Carsí, anche conosciuta come l'Eixereta, con una buona mostra di vegetazione mediterranea ed anche dalla Granja, parco urbano di grandi dimensioni, perfettamente attrezzato, dove c'è, addirittura un trenino.